# Municipio Janos
Koordinaten: 30° 45′ N, 108° 27′ W
Janos ist ein Municipio mit etwa 11.000 Einwohnern im mexikanischen Bundesstaat Chihuahua. Das Municipio hat eine Fläche von 7420,5 km². Verwaltungssitz und größter Ort des Municipios ist das gleichnamige Janos.

## Geographie
Das Municipio Janos liegt im Nordwesten des Bundesstaats Chihuahua auf einer Höhe zwischen 500 m und 2200 m. Es zählt zu 72 % zur physiographischen Provinz der Sierras y Llanuras del Norte, der Rest zählt zu den Sierra Madre Occidental. 95,5 % des Municipios liegen in der hydrologischen Region des endorheischen Beckens der Cuencas Cerradas del Norte (Casas Grandes), 4,5 % hingegen in der hydrologischen Region Sonora Sur und entwässern über den Río Yaqui in den Golf von Kalifornien. Die Geologie des Municipios wird zu 45 % von Alluvionen bestimmt bei 32 % rhyolithischem Tuff, 11 % Konglomeratgestein und 7 % Basalt; vorherrschende Bodentypen im Municipio sind der Leptosol (34 %), Regosol (21 %), Calcisol (12 %), Vertisol (10 %) und Phaeozem (8,5 %). Etwa 44 % des Municipios werden als Weideland genutzt, 26 % sind bewaldet, 20 % werden von Gestrüpplandschaft eingenommen, 8 % dienen dem Ackerbau.
Das Municipio grenzt an die Municipios Ascensión, Nuevo Casas Grandes und Casas Grandes sowie an den mexikanischen Bundesstaat Sonora und an den US-Bundesstaat New Mexico.

## Bevölkerung
Beim Zensus 2010 wurden im Municipio 10.953 Menschen in 2770 Wohneinheiten gezählt. Davon wurden 807 Personen als Sprecher einer indigenen Sprache registriert, darunter 468 Sprecher des Mixtekischen und 115 Sprecher des Nahuatl. Sechs Prozent der Bevölkerung waren Analphabeten. 4272 Einwohner wurden als Erwerbspersonen registriert, wovon 80 % Männer bzw. 2,6 % arbeitslos waren. 13 Prozent der Bevölkerung lebten in extremer Armut.

## Orte
Das Municipio Janos umfasst 151 bewohnte localidades, von denen lediglich der Hauptort vom INEGI als urban klassifiziert ist. Zehn Orte wiesen beim Zensus 2010 eine Einwohnerzahl von über 200 auf. Die größten Orte sind:
| Ort                      | Einwohner |
| Janos                    | 2738      |
| Monte Verde (Altamira)   | 1087      |
| Fernández Leal           | 0885      |
| Pancho Villa (La Morita) | 0812      |
| Tres Álamos              | 0670      |